# Striga hermonthica
Espèce
Striga hermonthica est une espèce de plantes parasites herbacées annuelles appartenant au genre Striga de la famille des Scrophulariaceae, originaire des régions tropicales de l'Ancien Monde.
Comme d'autres espèces voisines, telles que Striga asiatica et Striga gesnerioides, c'est un parasite dévastant des cultures importantes, en particulier le sorgho (Sorghum bicolor) et le riz (Oryza sativa). En Afrique subsaharienne, outre le sorgho et le riz, elle infeste le maïs (Zea mays), le millet perle (Pennisetum glaucum) et la canne à sucre (Saccharum officinarum). À la fin des années 1990, on estimait à vingt-et-un millions d'hectares les surfaces de céréales infestées en Afrique par Striga hermonthica, ce qui conduisait à une perte de production estimée à 4,1 millions de tonnes.
Striga hemonthica a subi un transfert horizontal de gènes du Sorgho dans son génome nucléaire. Le gène ShContig9483 de Striga hermonthica est très semblable à un gène de Sorghum bicolor et présente une similarité significative mais moindre avec un gène du riz (Oryza sativa). Il ne présente pas de similarité avec aucun gène connu d'eudicotylédones.

## Distribution
L'aire de répartition de Striga hemonthica s'étend dans les régions tropicales principalement en Afrique, y compris Madagascar, et secondairement en Asie.
Les pays concernés sont les suivants :
- Afrique : Afrique du Sud, Angola, Bénin, Burkina Faso, Burundi, Cameroun, Congo, Côte d'Ivoire, Égypte, Éthiopie, Gambie, Ghana, Guinée, Guinée-Bissau, Kenya, Madagascar, Mali, Mauritanie, Maroc, Mozambique, Namibie, Niger, Nigéria, Ouganda, République centrafricaine, Ruanda, Sénégal, Soudan, Swaziland, Tanzanie, Tchad, Togo, Zaïre, Zambie, Zimbabwe ;
- Asie : Cambodge, Arabie saoudite, Yémen.

## Plantes hôtes
Striga hermonthica est connue pour parasiter des espèces de la famille des Poaceae (graminées), en particulier le sorgho, le maïs, la canne à sucre et  les millets (genre Panicum).
Toutefois, selon une étude réalisée au Soudan, cette plante peut aussi parasiter des espèces de la famille des Fabaceae telles que l'arachide, le niébé, le lablab et le soja, provoquant des diminutions de rendement sensibles sauf sur le soja. Les Striga hermonthica se développant sur les racines de ces espèces de légumineuses avaient cependant un développement très réduit (hauteur ne dépassant un centimètre) contrastant avec la vigueur des individus poussant aux dépens du sorgho.